# Sint-Jozefsheil
Sint-Jozefsheil was een Nederlands tuberculose-sanatorium in de Noord-Brabantse plaats Bakel.

## Geschiedenis
In 1945 werd de Stichting Sint-Jozefsheil opgericht door de pastoor Van Leeuwen uit Bakel en Jan de Wit uit Helmond. Er werd 45 hectare grond aangekocht en in 1948 werd begonnen met de bouw. Het werd onder andere gefinancierd door middel van giften en er werd ook pro deo werk verricht. Het ontwerp kwam van de architecten Willem Maas en Frans van Eekeren.
Het sanatorium werd in 1951 geopend, en op 19 maart 1952 werd het sanatorium ingezegend door bisschop Z.H.E. Mgr. Mutsaerts. Op 23 augustus verricht de Staatssecretaris van Volksgezondheid, Piet Muntendam de volledige ingebruikstelling. Er was plaats voor 170 kinderen en tachtig volwassenen. De verzorging van patiënten was de verantwoording van de nonnen van de Weense zustercongregatie Kongregation der Töchter des Göttlichen Heilandes, ook wel bekend als de Zusters van de Goddelijke Verlosser.
In 1953 werd door Herman van Balen en F.J. Wiegerinck een gebouw voor het personeel gebouwd.
In de late jaren vijftig verminderde het aantal tuberculosepatiënten drastisch en werden nieuwe faciliteiten toegevoegd, zoals de Oost-Brabantse Buitenkliniek voor Kinderen en een verpleeginrichting voor langdurig zieke volwassenen.

## Misstanden
In 2019 publiceerde journalist Inge Mutsaers een verhaal over haar vader, die als kind vier jaar lang in het sanatorium verbleef. Het artikel belicht de mishandelingen en strenge behandeling door de nonnen van het sanatorium, vaak vergeten in vergelijking met andere vormen van geweld binnen de katholieke kerk.